# Linley Hamilton
Linley Hamilton (nacido el 17 de marzo de 1965) es un músico, educador y locutor de Irlanda del Norte. Es doctor en interpretación de jazz y profesor de música en la Universidad Magee de Ulster.  Presenta Jazz World con Linley Hamilton en BBC Radio Ulster  y dirige su propio quinteto de jazz tocando trompeta y fliscorno.  Las asociaciones de Hamilton como músico de sesión incluyen a Van Morrison,  Jacqui Dankworth,  Andrew Strong y Paul Brady.  Tiene cinco álbumes de estudio y es curador del local de jazz de renombre internacional Magy's Farm en el condado de Down, Irlanda del Norte. Su banda actual está formada por Adam Nussbaum (batería), Mark Egan (bajo), Cian Boylan (piano) y Derek DOC O'Connor. Su esposa Maggie es autora especializada en escritura sobre la naturaleza y alberga un mini-Santuario de burros en su granja.

## Discografía
- Up To Now (2003)
- Taylor Made (2011)
- In Transition (2014)
- Making other Arrangements (2018)
- For the Record (2020)
- Ginger’s Hollow  (2023)

### Presentado en
- Oh What a World (Paul Brady) (2000)
- Songbook (Paul Brady) (2002)
- Detour Ahead (Jacqui Dankworth) (2003)
- Hawana Way (Paul Brady) (2003)
- Two of Us (Dana Masters)
- Shadows Linger  (John Donegan Sextet)
- In Another Lifetime (Swift)